# Rauschberg
Der Rauschberg ist ein mehrgipfeliger Gebirgsstock in den Chiemgauer Alpen mit einer maximalen Höhe von 1671 m ü. NHN.

## Geographie
Der Hauptgipfel des Rauschberg-Massivs befindet sich 5,2 Kilometer (Luftlinie) südöstlich des Ortszentrums von Ruhpolding. Er liegt im Zeller Forst, früher ein gemeindefreies Gebiet und heute eine Gemarkung der Gemeinde Ruhpolding. Der Ostteil des Massivs gehört bereits zum Gebiet der Gemeinden Inzell (Nordseite) und Schneizlreuth (Südseite).
Die höchste Erhebung im Westteil ist der Hintere Rauschberg mit 1671 m, der Gipfel des Vorderen Rauschbergs besitzt die etwas geringere Höhe von 1645 Meter. Zum Westteil gehört auch der Roßgassenkopf (1650 m) am Eingang zur gleichnamigen Roßgasse. Gipfel im Ostteil des Gebirgsstocks sind der Streicher (1594 m) und der Zenokopf (1603 m), die zusammen den Westabschluss des Inzeller Kienbergs bilden. Letzterer stellt eigentlich einen eigenen Bergstock dar, er wird aber üblicherweise dennoch in das Rauschberg-Massiv integriert, obwohl er sich durch eine ausgeprägte Scharte zwischen Hinterem Rauschberg und Streicher – dem Kienbergsattel (1430 m) – deutlich absetzt. Ausgehend von Streicher und Zenokopf im Westen verliert der Inzeller Kienberg nach Osten allmählich an Höhe und geht ab dem Maierknogl (1303 m) in den Plattlinger Rücken über, der dann bei Zwing und an den Weißbachfällen im Tal des Weißbachs endet.
Das Rauschberg-Massiv im weiteren Sinne reicht somit in West-Ost-Erstreckung über eine Distanz von 6,5 Kilometern von der Weißen Traun bis an den Weißbach südlich von Inzell. In Nord-Süd-Erstreckung ist es rund 4 Kilometer breit und wird im Norden von der Deutschen Alpenstraße (B 305) und im Süden vom Sackgraben und den Oberläufen des Schwarzachens begrenzt.

### Zugang
Der im Westen des Bergstocks gelegene Vordere Rauschberg (1645 m) ist entweder mit der 1953 erbauten Rauschbergbahn oder als leichte Bergwanderung von Ruhpolding aus erreichbar. Er ist ein beliebtes Wanderziel, weil man von ihm eine hervorragende Aussicht in das gesamte Voralpenland hat. So kann man zum Beispiel den Unternberg, den Hochfelln, den Chiemsee, den Hochstaufen, den Zwiesel und das Ristfeuchthorn sehen. Des Weiteren geht der Blick vom Watzmann und Steinernem Meer über Hochkalter, Reiter Alm, Leoganger Steinberge, Sonntagshorn, Loferer Steinberge hin zum Kaisergebirge. Bei günstiger Witterung können sogar zwei der höchsten Berge Österreichs ausgemacht werden – der Großglockner und der Großvenediger.

## Geologie

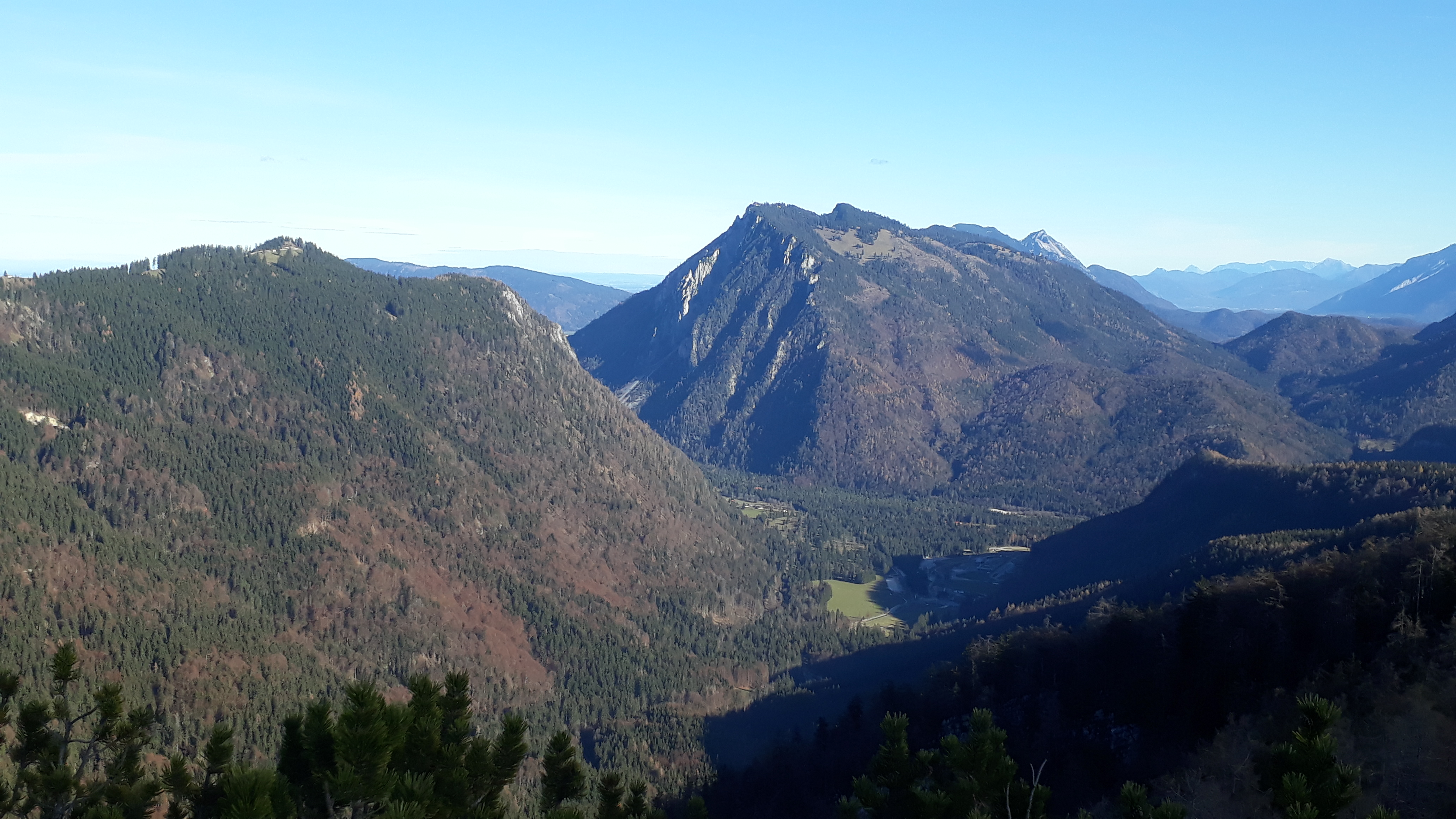
Das Rauschberg-Massiv gesehen von der Schlösselschneid im Südwesten.

Der zu den Nördlichen Kalkalpen (Chiemgauer Alpen) gehörende Gebirgsstock des Rauschbergs wird überwiegend von bis zu 700 Meter mächtigem Wettersteinkalk aufgebaut. Dieser mitteltriassische Riffkalk wurde vor rund 230 Millionen Jahren in der Tethys am Südrand des europäischen Kontinents während des Ladiniums (Langobardium) abgelagert. 
Der Wettersteinkalk ist dreigliedrig – unterer, mittlerer und oberer Abschnitt. Den unteren Abschnitt baut ein weißgrauer Kalk auf, der über weite Gebiete durch reinweißen splittrigen Dolomit vertreten wird. Schlecht bis ungebankt erscheint der mittlere Abschnitt des Wettersteinkalks, in dem Algenrasenkalke auftreten, jedoch Dolomiteinschaltungen fast fehlen. Der obere Abschnitt ist deutlich und massiv gebankt (Bankmächtigkeit bis 3 Meter), es sind aber durchaus geringmächtige, stärker verwitternde Lagen eingeschaltet. Den obersten Wettersteinkalk prägt sodann eine Sonderfazies, die am Rauschbergkamm, zwischen Rauschberghaus und Roßgasse, weiterhin am Kienbergkamm, besonders in der Streicherscharte aufgeschlossen ist. Sie besteht aus einer Vielfalt sedimentärer Bildungen – Brekzien, Rhythmite, Resedimente und feinkavernöse Kalke. Der Wettersteinkalk zeigt deutliche Verkarstungserscheinungen, erkennbar an Dolinen und Sturzschächten. Ganze Dolinenfelder sind insbesondere südlich des Zenokopfs zu beobachten.
Unterhalb des Wettersteinkalks kann auch noch die Partnach-Formation (Partnach-Kalk, am Nordostende des Massivs bis zu 250 Meter mächtig werdend) des Ladiniums angetroffen werden, so beispielsweise am Ostrand des Massivs bei der Moar-Alm und an einem kleinen Zwickel im äußersten Westen gegenüber Fritz am Sand.
Der Schichtenverband fällt am Rauschberg generell nach Süden ein und geht dann in Richtung Sonntagshorn in ein breites, flaches Synklinorium über, das im Bereich des Sackgrabens eine untergeordnete Aufwölbung (Mahdeck-Sattel mit Wettersteinkalk im Kern) aufweist.
Die Südhänge des Rauschbergmassivs nördlich der Schwarzachen-Niederung werden von einem durchziehenden Band von auflagernden Raibler Schichten des Karniums eingenommen (mit der Abfolge Raibler Tonstein im Liegenden, Raibler Kalk und Raibler Dolomit im Hangenden). Die Raibler Schichten sind im Rauschberg-Massiv generell durch die dreifache Wiederholung von jeweils einer liegenden Schieferton-Folge und einer hangenden Kalk-Dolomit-Folge gekennzeichnet. Ihre Gesamtmächtigkeit beträgt zirka 300 Meter. Die Formation tritt aber auch bereits nahe der Kammlage auf, so beispielsweise zwischen Vorderem und Hinterem Rauschberg bis herab zur Geißwand und Rauschbergalm, südwestlich des Streichers und östlich der Kienbergalm. Des Weiteren erscheint sie im Osten des Mahdeck-Sattels. 
Ab der Waicher Maisalm und der Kaitlalm entlang der Oberläufe des Schwarzachens (Lanzelecker Bach und Hinterer Schwarzachen) tritt erstmals stratigraphisch höherliegender Hauptdolomit des Noriums auf, welcher dann das gesamte Sonntagshorn-Massiv unterlagert.

### Eiszeiten

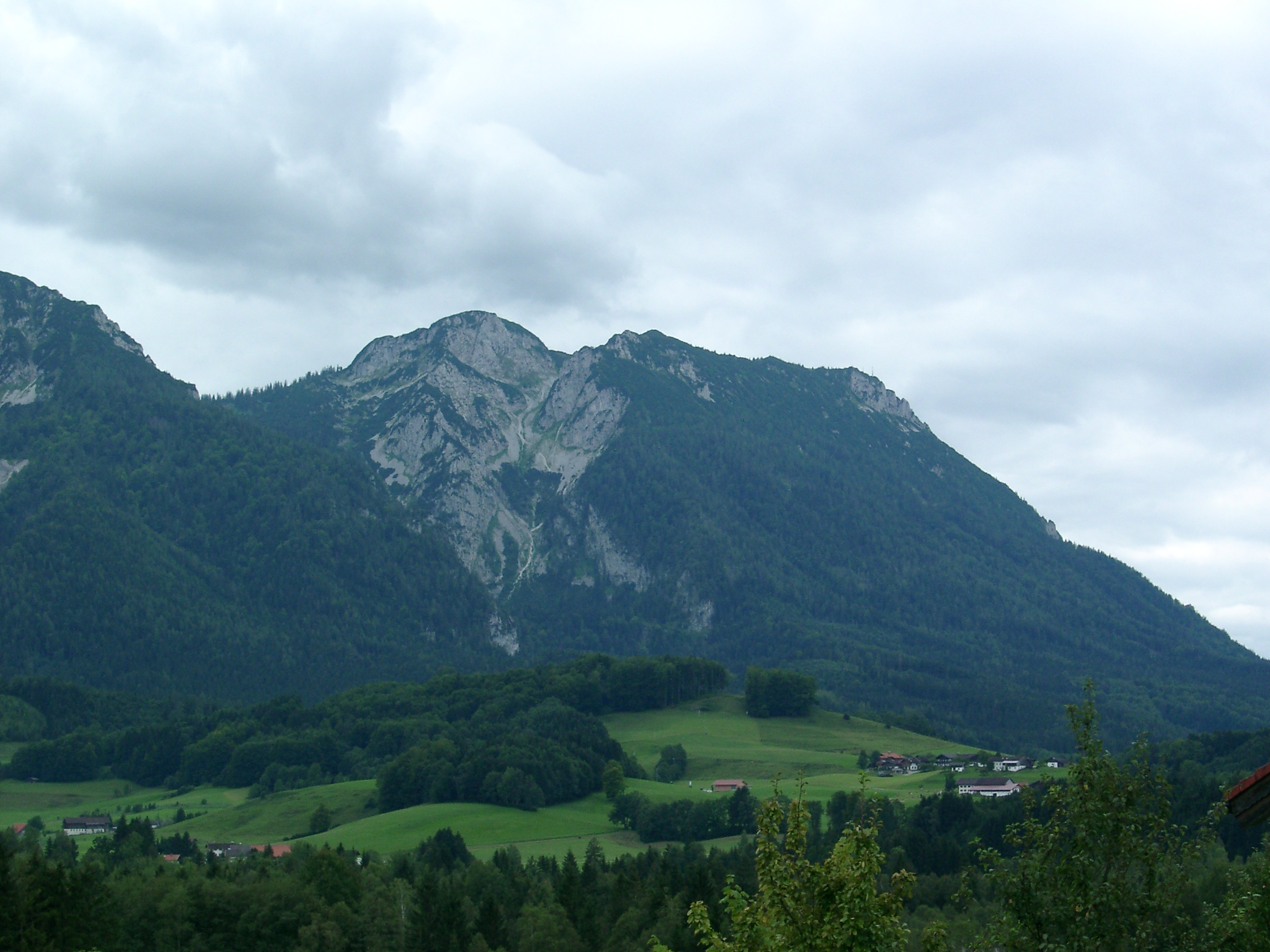
Blick von Inzell auf den Rauschberg – in der Mitte die Roßgasse, die in der letzten Kaltzeit einen Lokalgletscher trug. Rechts der Roßgasse der Roßgassenkopf und links davon der Hintere Rauschberg.

Der Bergstock des Rauschbergs war sowohl während der Riß- als auch der Würm-Kaltzeit allseitig von Ferneismassen umflossen, wobei – nach den Endmoränen zu urteilen – die Riß-Kaltzeit bedeutender war. Auf der Westseite des Massivs drang der Weißtraungletscher nach Norden in den Ruhpoldinger Talkessel, entsandte aber einen Seitenast nördlich des Rauschbergs nach Osten, der dann am Froschsee mit dem Rottraungletscher in Verbindung trat. Dieser Seitenast hat am Nordfuß des Rauschbergs bei Plenken und Ried und insbesondere bei Labenbach seine ausgezeichnet erhaltenen Seitenmoränen hinterlassen. Der Rottraungletscher war seinerseits östlich des Bergstocks nach Norden gen Inzell vorgestoßen. Hierbei hatte er sich nördlich des Gletschergartens in drei Äste aufgespalten – Wildenmoostal, Zwing und Weittal. Der Weißtraungletscher und der Rottraungletscher berührten einander auch südlich des Rauschberg-Massivs in der Schwarzachen-Niederung, wie weit verbreitete Moränenablagerungen in diesem Sektor belegen. Die Ablagerungen in den Talungen südlich des Rauschbergs bestehen vorwiegend aus eisrandnah abgelagerten fluvioglazialen Sedimenten (wie beispielsweise an der Waicher Maisalm), mit Mächtigkeiten von zirka 50 Meter, weniger aus Grund- und Seitenmoränen, letztere treten nördlich des Rauschbergs stärker in den Vordergrund. Südlich der Schwarzachenalm ist jedoch am Vorderen Kraxenbach auf Hauptdolomit liegendes Moränenmaterial sehr schön aufgeschlossen.
Laut Klaus Doben (1973) stand das Ferneis im Norden des Rauschbergs auf rund 900 Meter Höhe, im Süden jedoch auf etwa 1050 Meter – und hatte somit eine Dicke von 150 bis 250 Meter.
Im Verlauf der letzten Kaltzeit existierte auf dem Rauschberg auch ein Lokalgletscher. Dieser ging von der Nordseite des Hinteren Rauschbergs aus und floss durch die Roßgasse nach Nordosten in Richtung Froschsee. Der Rauschberg-Gletscher wurde aus der Roßgasse und dem Kar zwischen Hinterem Rauschberg und Streicher gespeist; er sammelte sich im Roßgaßboden, von wo er über eine 50 Meter hohe Felsbarriere hinab sein Zungenbecken erreichte. Bei Rauchenbichl bzw. Endsee, berührten sich seine Endmoränen mit den Moränen des Weißtraun- bzw. Rottraungletschers.
Ein kleinerer Lokalgletscher bestand außerdem am Nordhang des Streichers, der in Nordost-Richtung nach Schmelz herabzog. Sein Einzugsbereich lag in der Schneegrube zwischen Streicher und Zenokopf. Sein Zungenbecken war der Fahrriesboden, unterhalb dem sich die Endmoränen mit den Fernmoränen des durch das Wildenmoos fließenden westlichen Seitenarms des Rottraungletschers mischten.

### Holozän
Im Holozän gab die Erosion des fließenden Wassers der Gebirgslandschaft ihre letzte Formung. Die im Spät- bis Postglazial akkumulierten Lockergesteine wurden während der Trauntal-Stufe teilweise wieder ausgeräumt. Die aus der verstärkten Erosion während des Holozäns hervorgegangenen Ablagerungen sind: Schutt- und Schwemmkegel (Schwemmkegel oberhalb Ramsler), Hang- und Verwitterungsschutt (besonders im nordseitigen Wettersteinkalk), Hochwasserablagerungen (meist schluffreicher Kies) in einigen Talabschnitten sowie Bergsturzablagerungen und Blockschutt. Ein verhältnismäßig großer Bergsturz ist am Nordwesthang des Rauschberges bei Knogl herabgekommen. Seine Blöcke reichen bis auf eine postglazial terrassierte Schotterfläche. Durch diesen Bergsturz wurde der Taubensee aufgestaut, der möglicherweise in einem alten Bett der Weißen Traun liegt, deren Wasser in ein neues Bett, westlich der Jurakuppen an der Rauschbergbahn-Talstation, abgedrängt wurde. Als weitere postglaziale Ablagerungen fungieren schluffreiche Hangrutschungen (so genannte Bergschlipfe) unter Beteiligung oberflächennahen Grundwassers. Sie treten beispielsweise am Rauschbergs östlich des Labenbacher Etzes auf, dessen intensiv durchfeuchtete Nordhänge sich durch eine verzögerte Schneeschmelze auszeichnen und außerdem von Moränenschuttmassen bedeckt werden. Am Labenbacher Etz erscheint außerdem einige Meter mächtiger Lehm, der über tiefgründig verwittertem Cenomanmergeln (Branderfleck-Formation) zu liegen kommt. Hierbei dürfte es sich um hangabwärts sich anreichernde, abgeschwemmte Verwitterungsbestandteile des Cenomans handeln.

### Tektonik

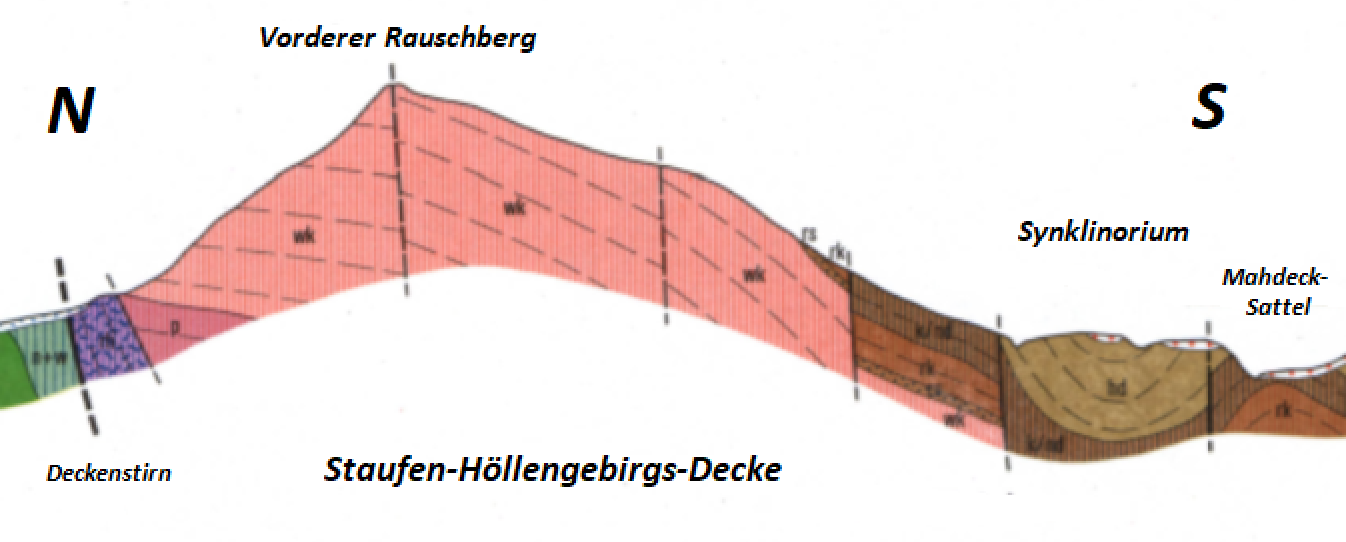
Nord-Süd-Profil durch das Rauschberg-Massiv, nach Klaus Doben (1973). Gut zu erkennen die Versteilung des Wettersteinkalks durch Längsstörungen auf der Südflanke.

Strukturgeologisch befindet sich der Rauschberg an der Stirnfront der tirolischen Staufen-Höllengebirgs-Decke, die im Verlauf der alpidischen Orogenese in nördliche bis nordwestliche Richtung über die bajuvarische Lechtal- und Allgäu-Decke schräg auf- bzw. überschoben wurde. Die Überschiebungsfront verläuft südlich von Inzell noch in westsüdwestlicher Richtung, biegt aber dann gen Ruhpolding sukzessiv in die Südwestrichtung ein. Am Taubensee überfährt sie das Neokom und Cenomanium (Branderfleck-Formation) der Lechtal-Decke. Wegen des weit verbreiteten Hangschutts ist die Deckengrenze nur selten zu erkennen – sie wird von gelegentlichen Schubfetzen von Haselgebirge, Werfen-Formation (nur als Lesesteine) und Reichenhall-Formation (10 Meter mächtige Rauhwacke) markiert.
Der Bergstock des Rauschbergs wird von mehreren tektonischen Brüchen betroffen. Ein bedeutendes Störungssystem folgt rückversetzt als Längsstörung (so genanntes Erzblatt) in etwa parallel zur Überschiebungsfront und durchquert den gesamten Nordabschnitt des Rauschbergs bis hin nach Schmelz. Von ihm geht die beeindruckende Sandreiße in der Westseite aus. Weitere Längsstörungen versteilen das Einfallen des Wettersteinkalks auf der Südflanke, gut zu erkennen vom westlich benachbarten Unternberg. Von Bedeutung sind ferner zwei Nordost-streichende Bruchzonen (Diagonalstörungen), einmal entlang der Roßgasse (Roßgassstörung) und sodann vom Streicher durch die Schneegrube in Richtung Moaralm. Der Vertikalversatz an der Roßgassstörung dürfte immerhin 200 Meter betragen, wobei die Nordwestseite abgesunken war. Querbrüche sind Nordnordost (links- und selten rechtsversetzend), Nord und Nordnordwest bis Nordwest (die beiden letzteren Richtungen rechts- und linksversetzend) orientiert und befallen vorwiegend die Raibler Schichten auf der Südseite, treten aber gelegentlich auch im Wettersteinkalk auf. Die Raibler Schichten zeigen nebenbei Ost-West-streichendes schichtparalleles Gleiten.
Angermeier (1960) fand folgende relative Altersfolge der Bruchstörungen im Rauschberggebiet: am ältesten sind die steilen Längsstörungen mit hauptsächlich vertikalem Versatz. Es folgen sodann die Diagonalstörungen mit überwiegend linksverschiebenden horizontalem Versatz, wobei einzelne Teilschollen eine nach Nordosten gerichtete Schubrichtung aufweisen. Den Abschluss bilden die Querstörungen mit teils vertikalem, teils horizontalem Versatz. Sämtliche Brüche legen Mehrphasigkeit an den Tag.
Einzig größeres Faltenelement in der generell spärlich vorhandenen Faltung am Rauschberg-Massiv ist der Sattel am Mahdeck (1014 m) nördlich des Schwarzachen, der Ostsüdost (N 110) streicht und mit zirka 30° nach Osten abtaucht.

## Bergbau

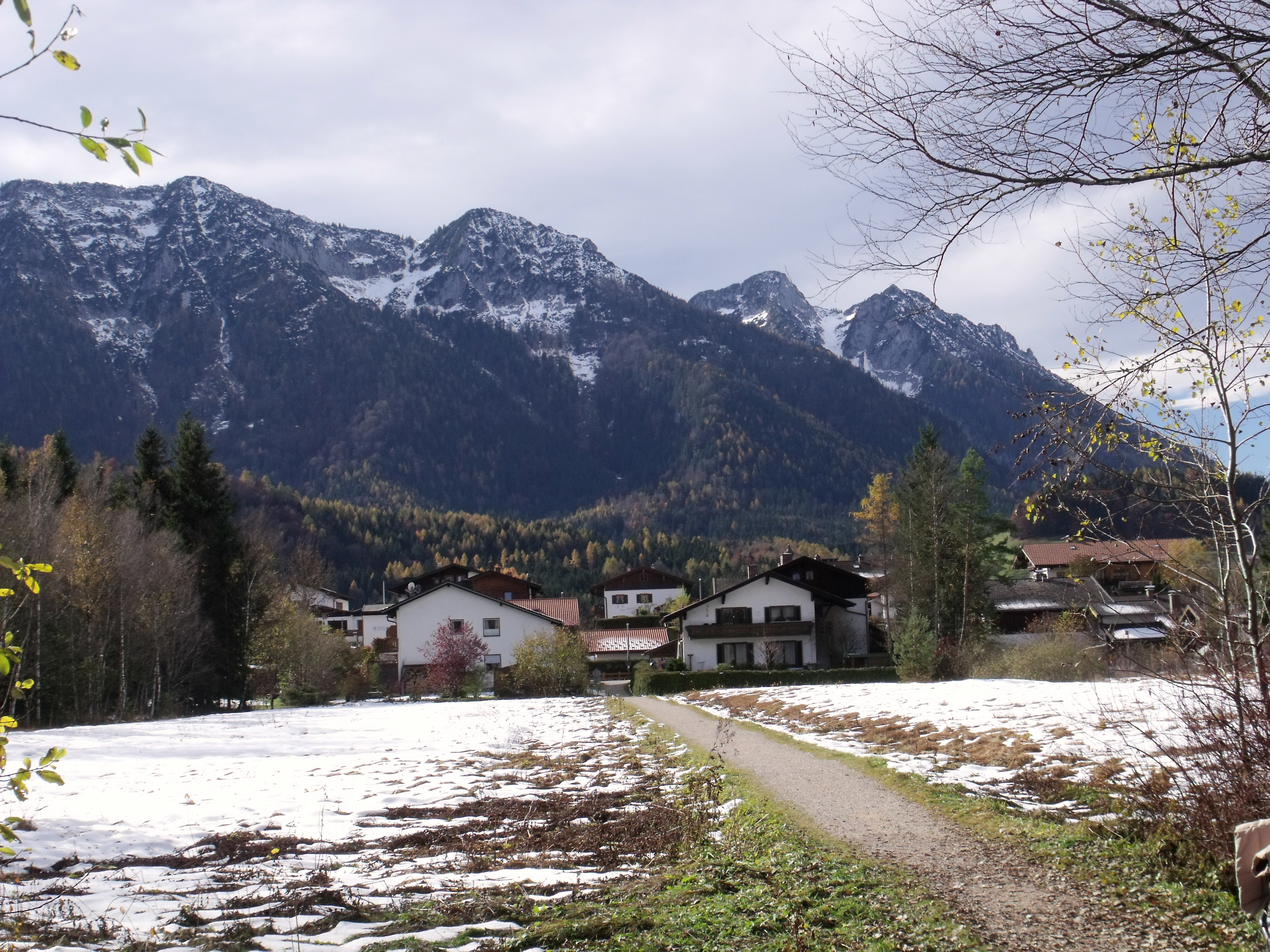
Blick von Inzell auf (von links) Zenokopf, Streicher sowie Hinteren Rauschberg mit Roßgasse und Roßgassenkopf. Das unterste Schneefeld unterhalb des Streichers bedeckt die Halden des Ewigganges.

Am Rauschenberg, wie er damals hieß, wurde seit dem 16. Jahrhundert Bergbau auf Blei-Zink betrieben. Geschichtlich wird dieser erstmals im Jahr 1559 erwähnt. Er konzentrierte sich im Wesentlichen auf drei Revierbereiche am Nordostrand des Bergstocks:
- Das Revier des Ewigganges nördlich unterhalb des Streichers – Abbautätigkeit 1666 bis 1826.
- Das Revier nördlich unterhalb des Zenokopfs, mit Josephsgang und Barbaragang – ab 1684.
- Das Revier in der Roßgasse (Hohe Schrög) mit dem Strahleckergang – 1721 bis 1746.

Außerdem wurden zwischen 1684 und 1739 noch zahlreiche Suchstollen niedergebracht.
Die Gesamtlänge sämtlicher Stollen und Strecken im Berg betrug rund 3500 Meter. Die geförderte Erzmenge wird auf 6500 Kubikmeter Festgestein geschätzt. Die Verhüttung der Erze erfolgte im Inzeller Ortsteil Schmelz.
Aufgrund der recht unregelmäßigen Vererzung konnte der Abbau nur raubbaumäßig und ungeplant vorangehen und erlebte bis zu seinem Erliegen im Jahr 1826 große Höhen und Tiefen. Dennoch war der Rauschberg die bedeutendste Blei-Zink-Fundstätte Bayerns. Zwischen 1922 und 1926 wurde ein letzter Suchstollen unterhalb des Ewigganges angefahren, der aber nur noch taubes Gestein antraf.

### Vererzung
Die Blei-Zink-Lagerstätte am Rauschberg ist ein Alpiner Lagerstättentyp und gehört zu den karbonatgebundenen sulfidischen Lagerstätten, wobei Erzablagerung und Anreicherung im Riffgürtel der Tethys synsedimentär erfolgt war. Abgebaut wurde als diagenetische Primärvererzung des Wettersteinkalks derber Bleiglanz (Galenit), PbS, und Sphalerit, ZnS, die in einer Gangart aus Calcit und Dolomit verwachsen waren.
Selten wurden diese Mineralien noch von Greenockit, CdS, als gelbe Überzüge sowie noch seltener von grünlich-bläulichen Aurichalcit aus der Oxydationszone begleitet. Fraglich ist jedoch die Anwesenheit von Descloizit und Ilsemannit (Gelbblei).
Auch das sekundär in der Oxidationszone entstandene Galmei wurde verwendet – eine krustenbildende Mischkristallisation aus Smithsonit, Cerussit (Weißblei), Hydrozinkit und Hemimorphit (auch kristallin vorkommend). So genanntes Schwarzblei, ein Gemenge aus Galenit und Cerussit, findet sich in tektonisch zerrüttetem Ausgangsgestein.

### Entstehung
Auf dem nördlichen Schelfrand der Tethys waren im Ladin Strandriffe aufgewachsen, oft mehrere hundert km lange Barriereriffe und Atolle. Der für die Metallogenese entscheidende Bereich war supratidal und lag oberhalb der Gezeitenzone. Bei den in der ausgehenden Mitteltrias herrschenden ariden, d. h. trockenen und heißen Bedingungen, konnten in Beckenvertiefungen anoxische Sedimente entstehen, wie beispielsweise unter Sauerstoffabschluss gebildeter Faulschlamm. Der durch diesen Prozess frei gesetzte Schwefelwasserstoff schied anschließend in den durch hohe Verdunstung angereicherten Metalllösungen sulfidische Erze ab. Unter Gegenwart von Chlor-Ionen, wie sie bei hypersalinaren Verhältnissen (Salzgehalt < 5 %) typischerweise auftreten, wurden sodann vor allem Blei (als Galenit) und Zink (als Sphalerit) abgeschieden. Der ursprüngliche Eintrag dieser Metalle ist nicht endgültig geklärt, dürfte aber wahrscheinlich vulkanisch exhalativ erfolgt sein und mit dem gleichzeitig ablaufenden Vulkanismus in den Südalpen in Verbindung stehen.

## Ökologie
Der Bergstock des Rauschbergs gehört seit 1955 zum nahezu 100 Quadratkilometer großen Naturschutzgebiet Östliche Chiemgauer Alpen, welches gleichzeitig als Vogelschutzgebiet fungiert. Sein Nordwestabschnitt vom Sackgraben bis Labenbach inklusive des Gipfelkammes ist überdies seit 1956 unter der Nummer LSG-00079.01 Teil des entlang der Alpenstraße gelegenen Landschaftsschutzgebietes Zwing-Sichernau. Die Sandreiße am Westabhang des Rauschbergs ist unter der Nummer 189R015 als Geotop ausgewiesen. Ein weiteres eingetragenes Geotop ist der Blei-Zink-Erzbergbau am Inzeller Kienberg unter der Nummer 189G002.
Rund um den Gipfel haben die Bayerischen Staatsforsten zusammen mit dem Gebirgsverein einen alpinen Lehrpfad angelegt, auf dem typische Hochgebirgspflanzen zu sehen sind und mit Hinweistafeln erklärt werden. In einem künstlich hergestellten ausgehöhlten Baumstamm mit einer Innenhöhe von rund 1,60 m an prominenter Stelle des Lehrpfads sind einige Kleintiere der Berge wie ein Alpenbock, eine Kreuzotter oder ein Weißrückenspecht zu sehen.

## Erschließung
Auf dem Gipfel des Rauschbergs befindet sich eine Startrampe für Drachenflieger und Paraglider. Die Bergstation wird für Veranstaltungen und Ausstellungen genutzt. In der näheren Umgebung der Station sind Skulpturen von Angerer dem Jüngeren zu finden. Bei Wanderungen zurück nach Ruhpolding trifft man im Sommer mitunter auch auf deutsche Biathleten, Langläufer und die Nordischen Kombinierer, die dort ihre Vorbereitungen absolvieren.
Im Winter ist der Rauschberg ein Gebiet für Skitouren: Als Route für den Aufstieg ist die ehemalige Familienabfahrt eine beliebte Wahl, bei sicheren Schneeverhältnissen können erfahrene Tourengänger über die Roßgasse, eine der steilsten Abfahrten in Oberbayern, hinabschwingen. Ein regulärer Betrieb von präparierten Pisten wurde Ende der 1990er Jahre eingestellt, die Liftanlagen großenteils zurückgebaut.

## Gipfelkreuz
Das Gipfelkreuz am Vorderen Rauschberg ist in Form eines christlichen Kreuzes gestaltet, die Enden des Querbalkens und das obere Ende sind abgerundet und vergoldet. An seinem Basispfahl befindet sich eine hölzerne Gedenktafel mit der Inschrift: Für die Gefallenen der Gemeinde Ruhpolding, 1914–1918 und 1940–1945. Es wurde vom Gebirgstrachtenverein D’Rauschberger Zell gestiftet und am 20. Juni 1984 aufgestellt.

## Fotogalerie

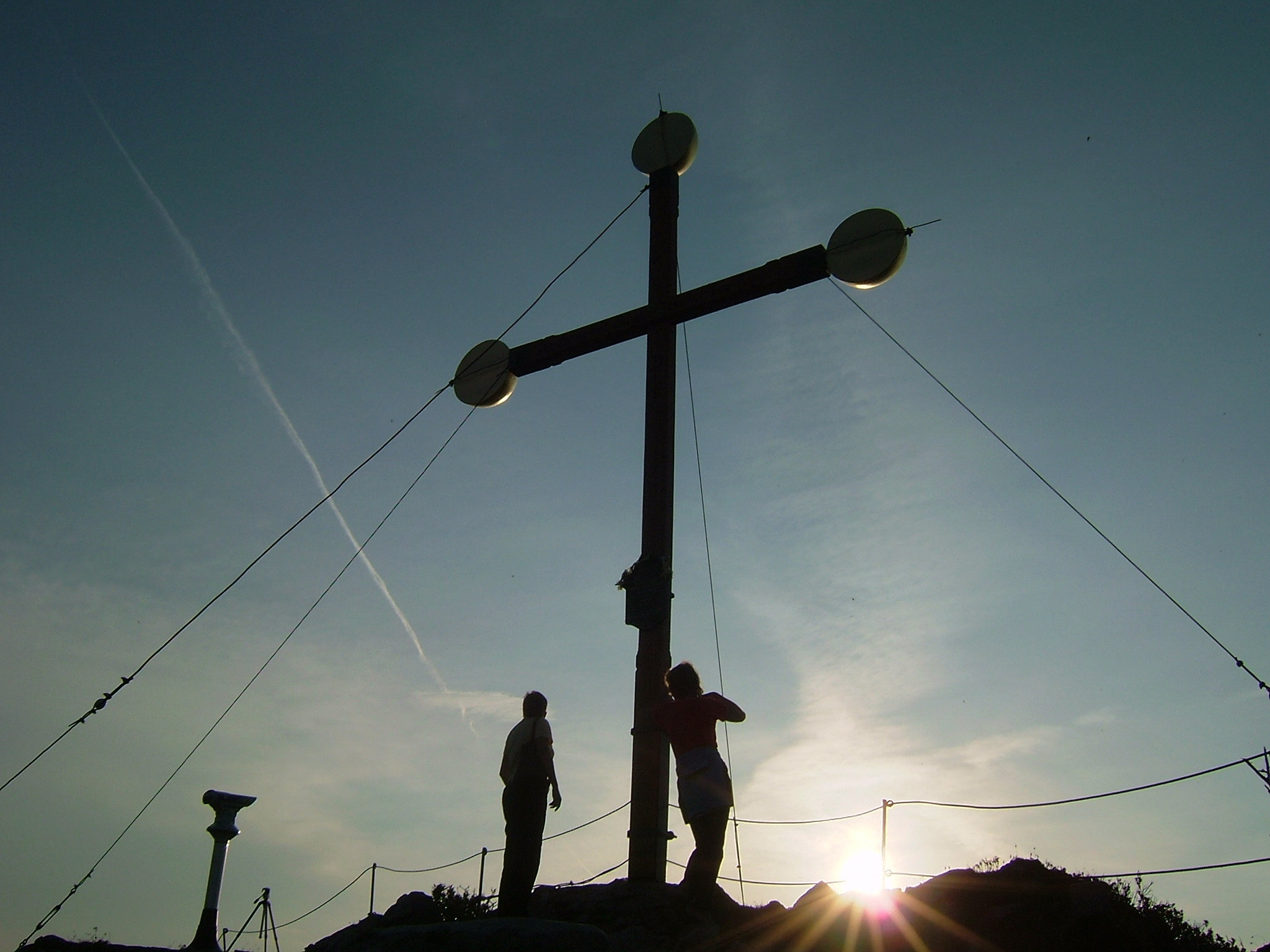
Gipfelkreuz am Vorderen Rauschberg
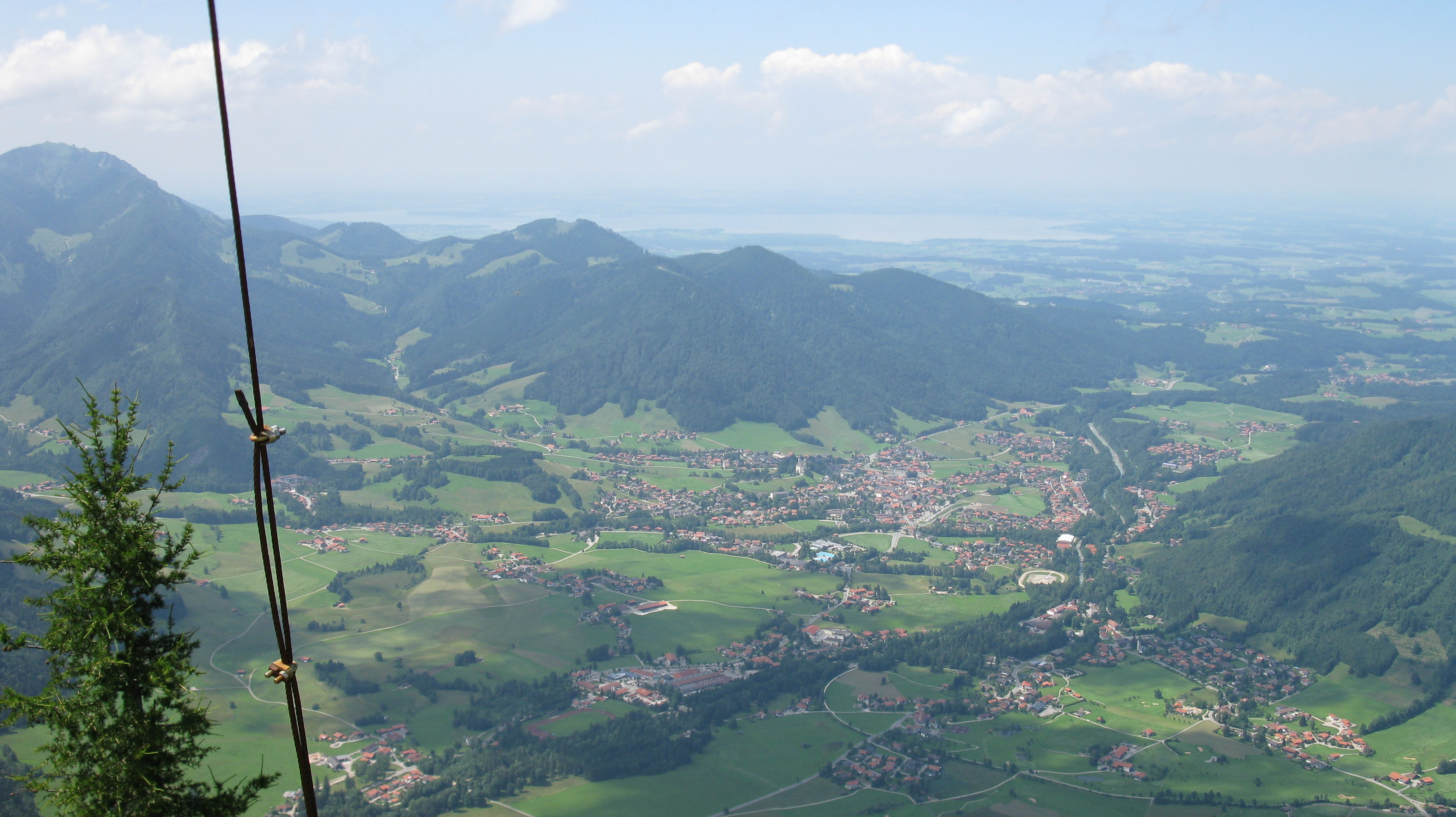
Blick vom Gipfelkreuz des Vorderen Rauschbergs auf Ruhpolding
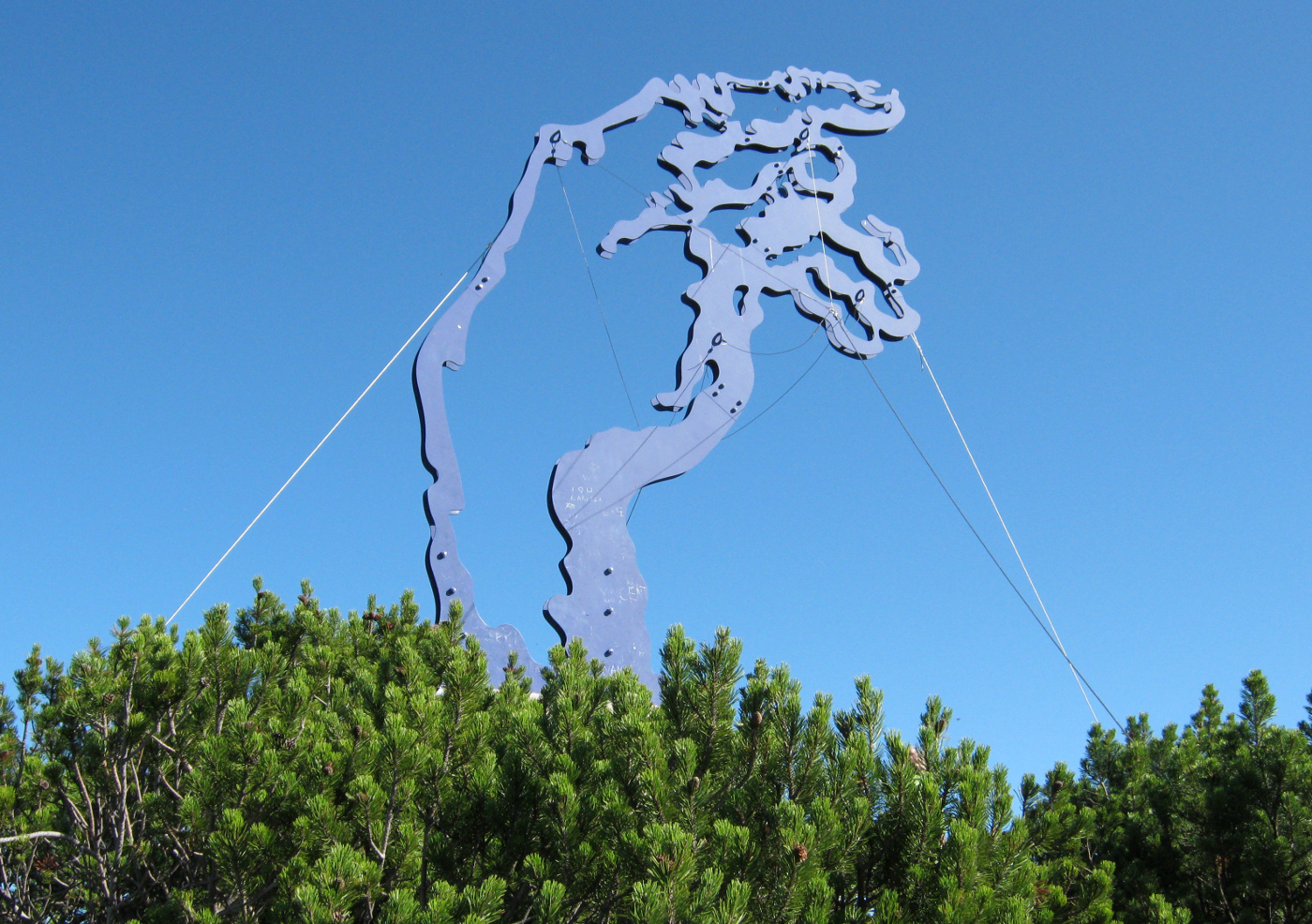
Adams Hand von Angerer dem Jüngeren
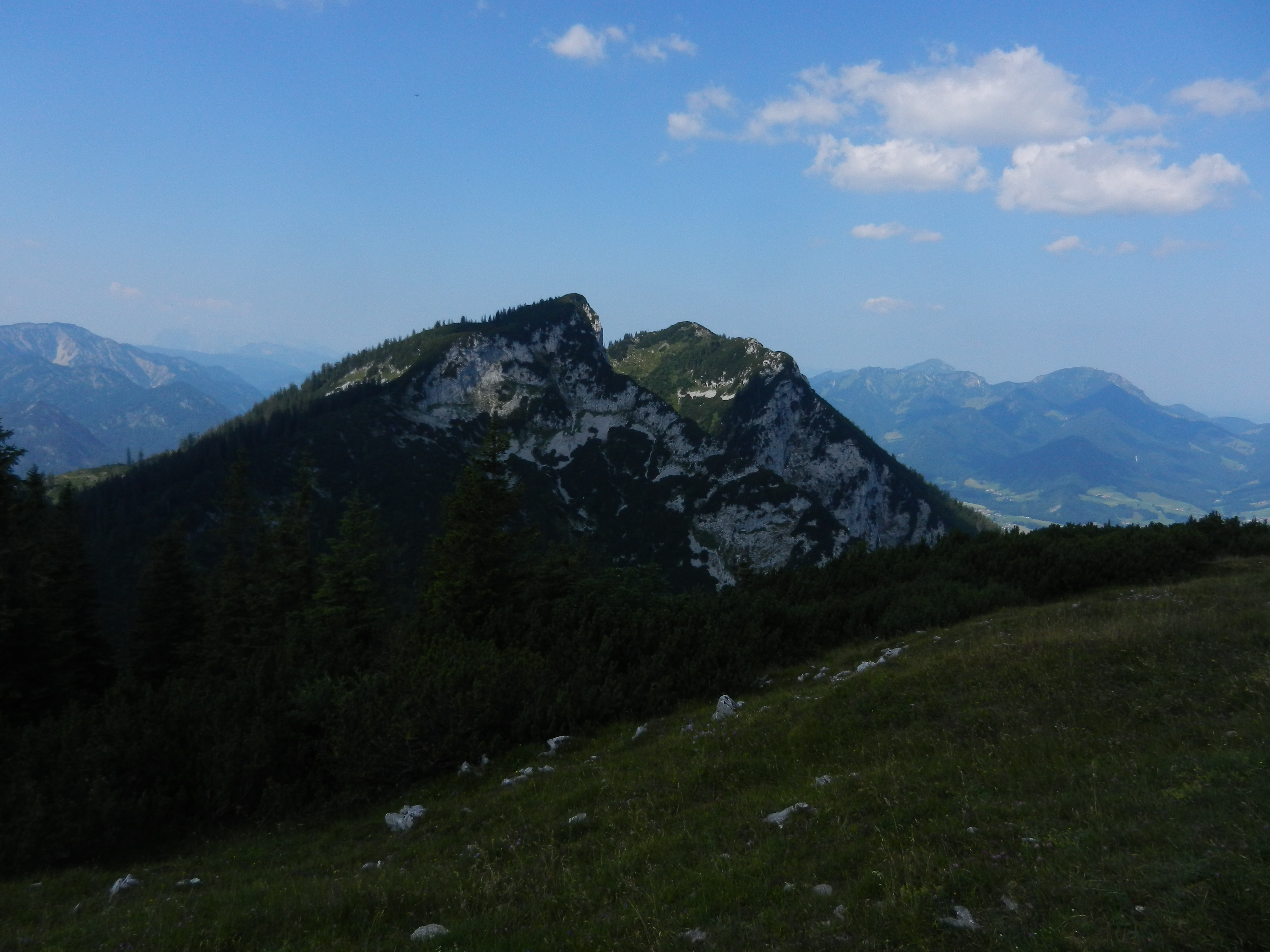
Blick vom Streicher nach Westen zum Hinteren Rauschberg (1671 m) und zum Roßgassenkopf (1650 m)
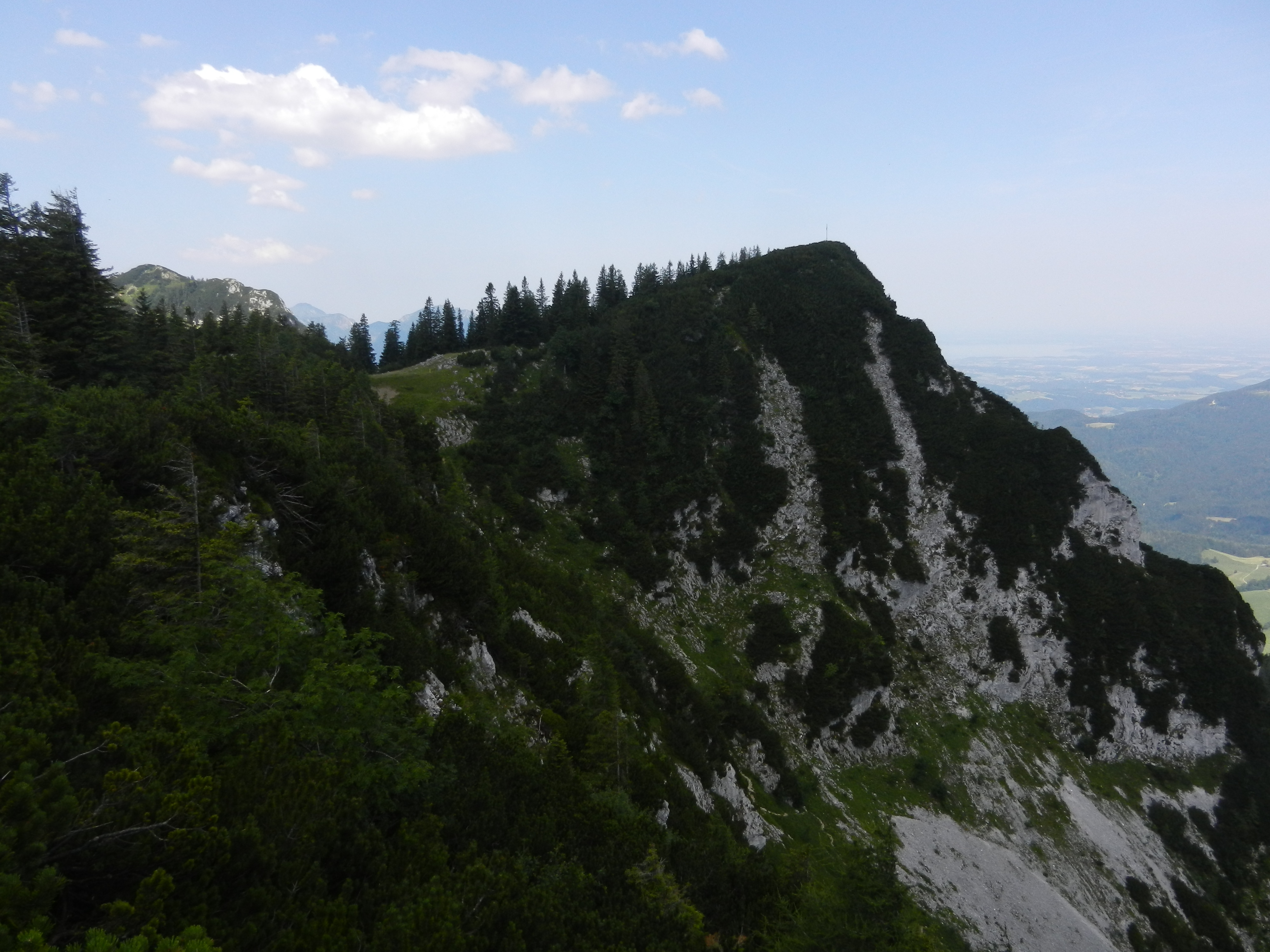
Der Streicher (1594 m), gesehen aus östlicher Richtung vom Zenokopf (1603 m)
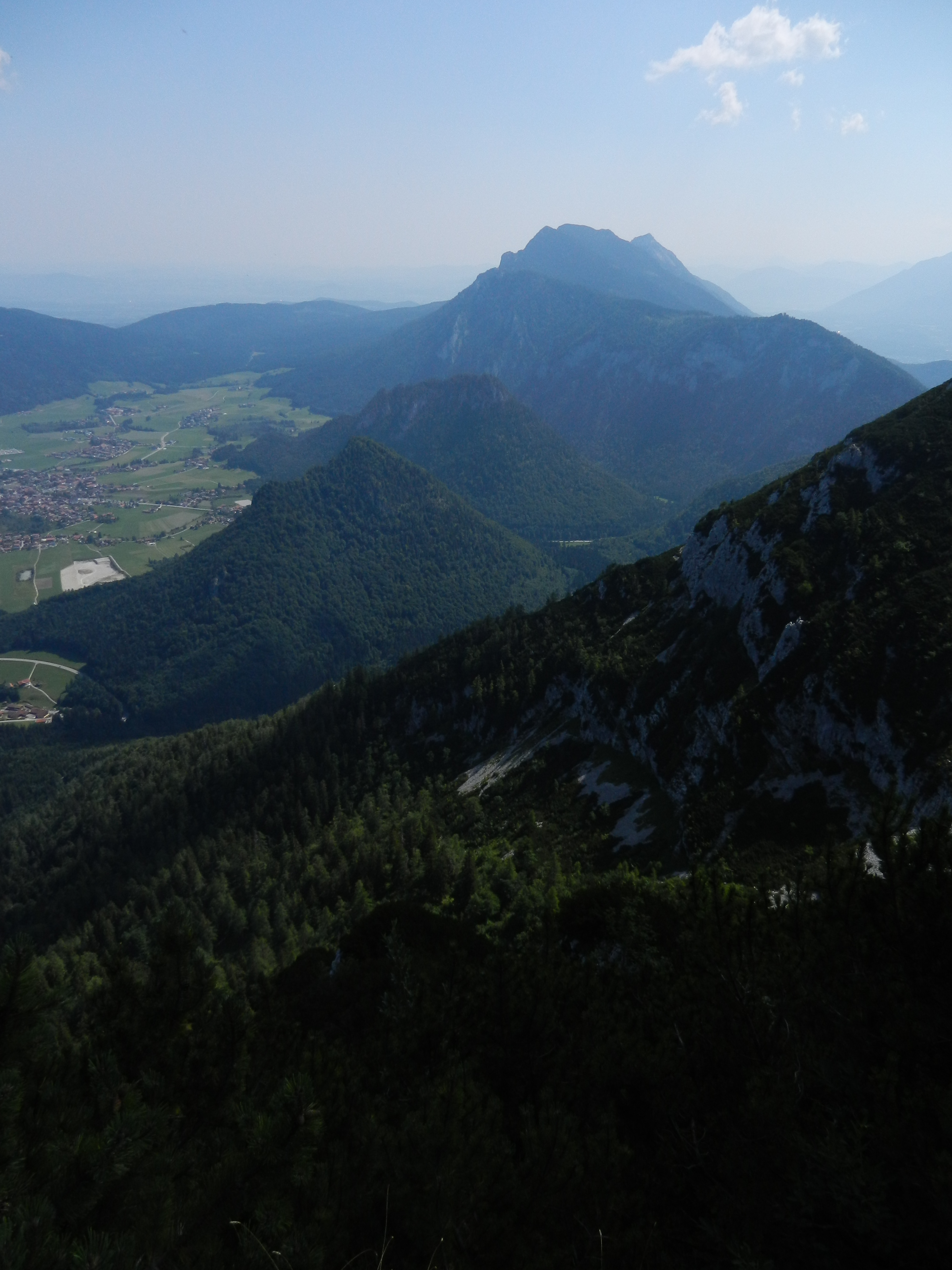
Blick vom Streicher nach Osten zum Kienbergl, Falkenstein und Hochstaufen-Massiv
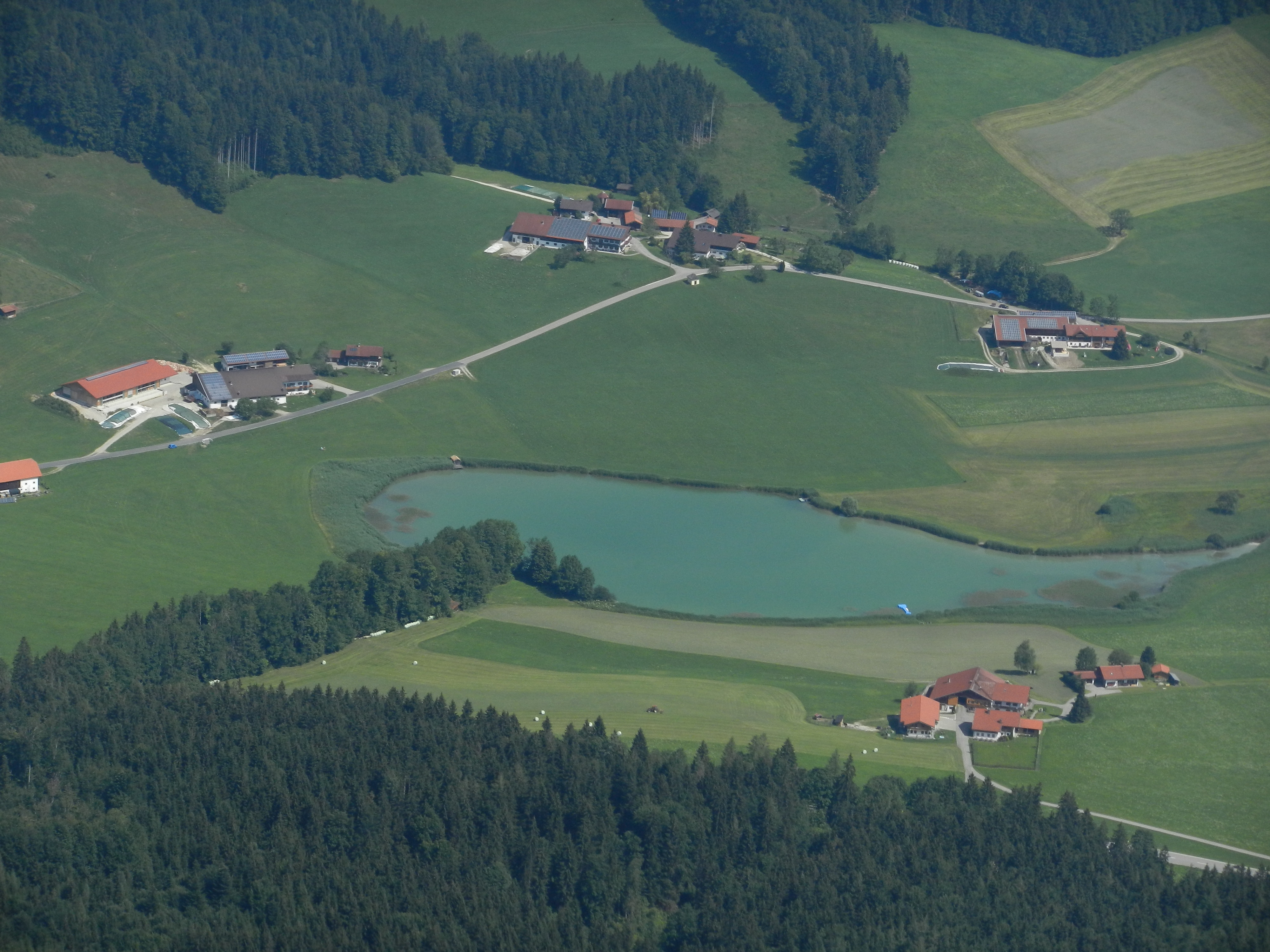
Tiefblick vom Streicher nach Norden hinunter zum Froschsee